# Звонець
Зво́нець (біл. Званец) — невелике озеро в Верхньодвінському районі Вітебської області Білорусі.
Озеро розташоване за 30 км на північний схід від міста Верхньодвінськ.
Довжина озера — 280 м, ширина — 270 м, площа — 0,05 км². Озеро є частиною меліоративної системи й знаходиться посеред осушувального болота, сполучене каналами з річкою Ужиця.